# 2001年6月中国大陆

## 6月11日
- 6月11日至12日，全国基础教育工作会议举行，中共中央政治局常委、国务院副总理李岚清主持会议并提出要深化基础教育改革，加快素质教育步伐，为现代化建设提供人才储备和智力支持[1]。

## 6月13日
- 中华人民共和国国务院印发《中国农村扶贫开发纲要（2001－2010年）》[2][3]。

## 6月15日
- 中国、俄罗斯、哈萨克斯坦、吉尔吉斯斯坦、塔吉克斯坦、乌兹别克斯坦六国元首共同签署《上海合作组织成立宣言》[4][5]，在中国、俄罗斯、哈萨克斯坦、吉尔吉斯斯坦、塔吉克斯坦五国元首会晤机制基础上正式建立上海合作组织，并将以互信、互利、平等、协商、尊重多样文明、谋求共同发展为基本内容的“上海精神”写入成立宣言[6][7]。

## 6月25日
- 6月25日至27日，中共中央、国务院举行第四次西藏工作座谈会[8][9]。会议总结西藏工作取得的基本经验，提出了进一步加强西藏工作的指导思想[10]。
- 中华人民共和国国务院公布第五批全国重点文物保护单位，共518处，另有23处与现有全国重点文物保护单位合并的项目[11]。

## 6月29日
- 青藏铁路开工典礼在青海格尔木和西藏拉萨同时举行[12][13][14][15][16]。